# IC 1295
IC 1295 — туманність типу PN (планетарна туманність) у сузір'ї Щит.
Цей об'єкт міститься в оригінальній редакції індексного каталогу.